# Páni z Lipé
Páni z Lipé byli starý český panský rod vzešlý z rozrodu Ronovců. Své jméno odvozovali od Lipé, dnešní České Lípy. Největšího bohatství a slávy dosáhl rod za vlády Lucemburků, poté však majetek i vliv začal postupně ztrácet.

## Historie
Společným předkem všech větví Ronovců byl Smil Světlický, páni z Lipé odvozují svůj původ od jeho syna Častolova ze Žitavy. Smilův vnuk Chval z Lipé založil hrad Lipý, patřilo mu v polovině 13. století území od Žitavy přes Lužické hory až k České Lípě. Jeho syn Čeněk byl prvním, kdo použil predikát z Lipé. Čeněk z Lipé měl syny Jindřicha a Čeňka. Čeněk z Ojvína se stal zakladatelem pirkštejnské větve rodu.
Jindřich z Lipé byl pro svůj vliv od počátku 14. století považován za druhého muže země po králi. Zasloužil se dvakrát (v roce 1304 a 1307) o uhájení Kutné Hory před císařem Albrechtem. Již za Jindřicha Korutanského získal dva z nejvyšších zemských úřadů - v roce 1308 se stal nejvyšším maršálkem a podkomořím. Některou z těchto funkcí, s přestávkami, kdy byl v nemilosti, zastával i za Jana Lucemburského. Úřad nejvyššího maršálka pak přešel do rodu pánů z Lipé dědičně. V roce 1320 byl zemským hejtmanem, zastupoval krále za jeho nepřítomnosti v zemi. Jindřich byl dlouholetým druhem královny vdovy Elišky Rejčky (Richenzy) a poté, co se stal moravským zemským hejmanem, společně  přesídlili do Brna. Rodové statky na Žitavsku a v severních Čechách vyměnil Jindřich za statky ve východních Čechách a na Moravě.
Z jeho čtyř synů vešel ve známost především Jindřich zvaný Železný, jemuž dal Jan Lucemburský za ženu svou příbuznou Anežku z Blankenheimu. I on se vyskytoval často v králově blízkosti a za jeho nepřítomnosti působil jako zemský hejtman. Jan byl po smrti otce také krátce moravským hejtmanem;  v roce 1337 provázel markraběte Karla do Tyrol a Itálie, byl jmenován velitelem jeho vojska, avšak brzy poté zemřel. Čeněk se zúčastnil několika tažení krále Jana i Karla IV. Pertold v letech 1334–1343 zastával funkci vyšehradského probošta.
Rod dále pokračoval pouze v linii potomků Jindřicha Železného - většina z nich nesla jméno Jindřich. Syn Jindřicha Železného doprovázel Karla IV. na cestách po Evropě. Jiný Jindřich z Lipé byl v roce 1457 členem svatebního poselstva vyslaného Ladislavem Pohrobkem do Francie a za Jiřího z Poděbrad zastával funkci moravského hejtmana. Byl také manželem Jiříkovy dcery Barbory.
Konec slavného rodu nastal v 17. století. Pertold Bohobud se účastnil stavovského povstání a po jeho porážce uprchl do Slezska. Byl odsouzen v nepřítomnosti k trestu smrti a ztrátě úřadů a majetku. Ferdinand II. ho částečně omilostnil, ale o statky přišel a úřad nejvyššího zemského maršálka přešel na Berky z Dubé. Dožil ve Skalici v Uhrách. Jeho syn Čeněk Hovora zemřel roku 1680 ve Slezsku a jím rod vymřel po meči.

## Državy

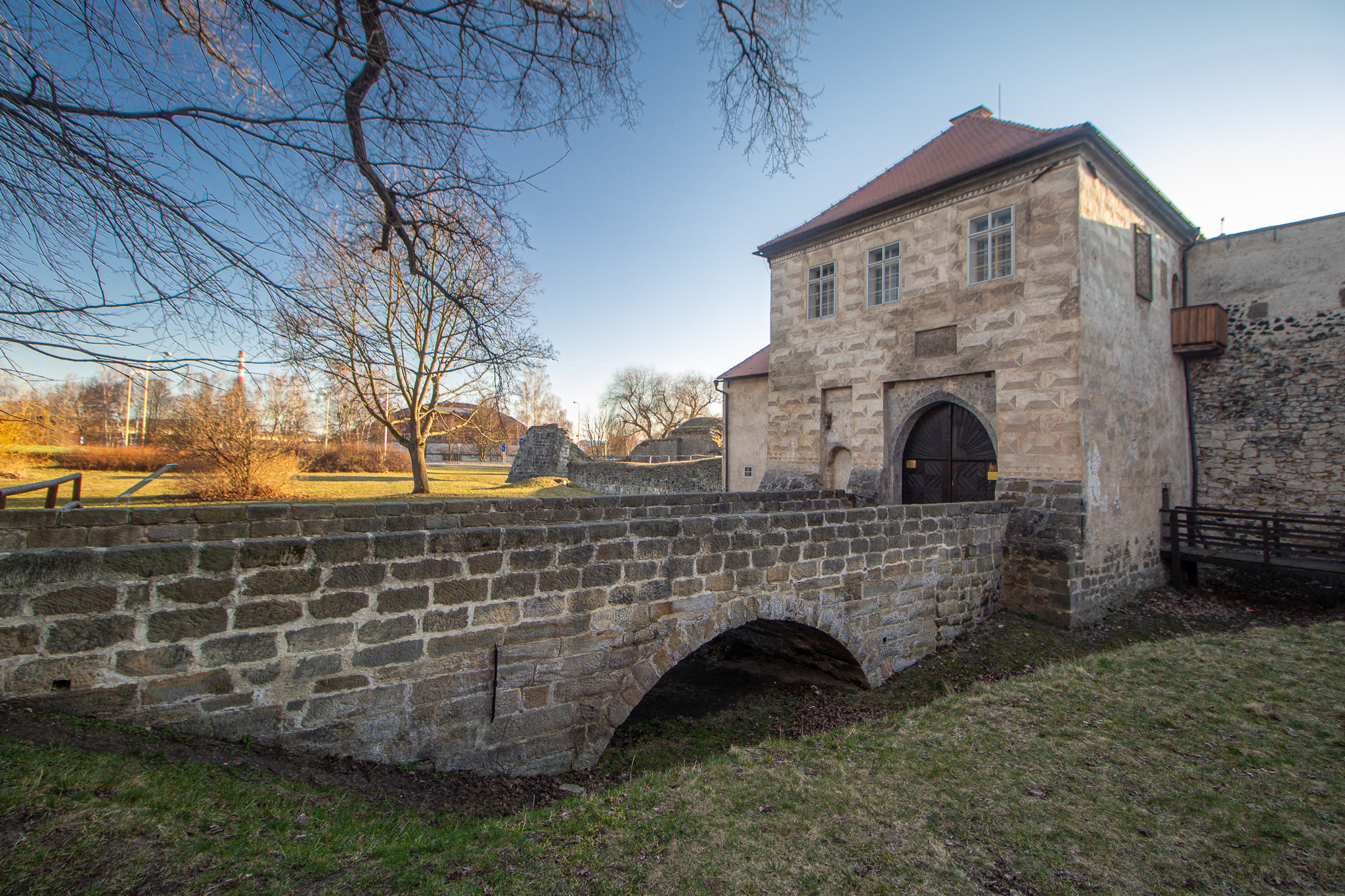
Vodní hrad Lipý v České Lípě

Rodové statky pánů z Lipé byly původně v severních Čechách a na Žitavsku. O Žitavu na čas přišli, ale později i toto město znovu získal Jindřich z Lipé. Ten své statky cíleně rozmnožoval. Od Jana Lucemburského dostal nejprve do zástavy město a hrad Tachov, později získal od krále jako odúmrť po vymření pánů z Obřan (vedlejší větve pánů z Kunštátu) Moravský Krumlov, Obřany, Nové Město na Moravě s okolím, Střílky a Koryčany. Z majetku zrušeného řádu templářů koupil statek Čejkovice.
V roce 1319 vyměnil Jindřich s králem Žitavu, hrady Ronov (Rohnau), Ojvín a Krásný Buk za další území na Moravě, polovinu Německého Brodu s přilehlými stříbrnými doly a hrad Lipnici. Českou Lípu s okolím  prodal Hynkovi Berkovi z Dubé. V roce 1323 se vzdal Tachova výměnou za panství Vranov a městečko Jevíčko. Jako věno Anežky z Blankenheimu získal jeho syn Jindřich Železný Tovačov, který později vyměnil za Moravskou Třebovou. Od poloviny 14. století páni z Lipé začali některé statky odprodávat. Moravský Krumlov prodal Jindřich, syn Jindřicha Železného, v roce 1361; místo toho koupil Templštejn, který se stal sídelním hradem. Krumlov se vrátil do majetku pánů z Lipé až v roce 1447.  Počátkém 16. století však již z jejich rozsáhlého panství mnoho nezbývalo.

## Erb
Erb měli shodný s pány z Lichtenburka, ve zlatém štítě měli černé ostrve a kapra v klenotu.

## Příbuzenstvo
Spojili se s Rožmberky, Pernštejny, Trčky, pány z Kravař, z Boskovic či z Kunštátu.